# Yvan Neyou
Yvan Neyou Noupa (* 3. Januar 1997 in Douala) ist ein kamerunischer Fußballspieler. Er steht aktuell beim CD Leganes unter Vertrag.

## Karriere

### Verein
Neyou spielte in seiner Jugend bei kleineren Amateurvereinen und besuchte von 2010 bis 2012 das renommierte Leistungszentrum des französischen Fußballverbandes (FFF) INF Clairefontaine. Von 2012 bis 2015 spielte er in der Jugend von AJ Auxerre, bis er 2016 zum CS Sedan wechselte.
Bei Sedan rückte er in den Seniorenbereich auf. Zum Jahresbeginn 2017 wechselte er zu Stade Laval in die Ligue 2. Dort verbrachte er zwei Spielzeiten und wurde parallel auch in der zweiten Mannschaft eingesetzt.
Im Sommer 2019 wechselte Neyou zur zweiten Mannschaft von Sporting Braga, die gerade aus der Segunda Liga abgestiegen war. Nach einem Jahr wurde er an AS Saint-Étienne in die Ligue 1 ausgeliehen. Bei der 0:1-Niederlage im Finale der Coupe de France 2019/20 gegen Paris Saint-Germain wurde Neyou zur zweiten Halbzeit für Mahdi Camara eingewechselt. Im November 2020 nahmen ihn die Franzosen bis 2024 fest unter Vertrag.
Am 31. August 2022 wurde Neyou für eine Spielzeit an den spanischen Zweitligisten CD Leganés ausgeliehen. Im Anschluss an die Leihe wechselte er im Sommer 2023 fest nach Spanien.

### Nationalmannschaft
Neyou bestritt am 4. Juni 2021 in einem Freundschaftsspiel gegen Nigeria sein erstes Länderspiel für die kamerunische Nationalmannschaft.
Beim Afrika-Cup 2022 wurde er in den kamerunischen Kader berufen. Bei diesem Turnier, an dessen Ende Kamerun den dritten Platz belegte, kam er im ersten Gruppenspiel gegen Burkina Faso zum Einsatz, als er in der 88. Spielminute für Vincent Aboubakar eingewechselt wurde. Seinen zweiten Einsatz hatte er im Viertelfinalspiel gegen Gambia, als er drei Minuten vor Ende der regulären Spielzeit für Frank Anguissa ins Spiel kam.